# Марсан (виконтство)
Виконтство Марсан (фр. Vicomté de Marsan) — феодальное владение в Гаскони, располагавшееся на территории современного французского департамента Ланды. Известно с конца X века. В его состав входила историческая область Марсан. Центром виконтства был город Мон-де-Марсан. Виконтство делилось на две части: Banlieue du Mont-de-Marsan и Les Bastilles. 20 октября 1620 года его территория была официально включена в состав земель французской короны.

## История
Виконтство Марсан выросло вокруг города Рокфор. Точная дата его создания неизвестна. Согласно исследованиям историка Ж. де Жургена, предком виконтов Марсана был Эзи Санчо, которого он считал седьмым сыном герцога Гаскони Санша IV Гарсии. Эзи Санчо Журген идентифицировал с Энеки, подписавшимся в датированном примерно 920 годом акте, а также с виконтом Экси…, подписавшимся на акте 977 года герцога Гильома II Санша о восстановлении монастыря в Ла Реоле. Его сыном, возможно, был виконт Азнар (Анер) Эзи, подписавшийся на датированном 993 годом акте герцога Гильома II Санша о восстановлении монастыря Сан-Север. Согласно Жургену, сыновьями Азнара Эзи были Луп Анер, первый упоминаемый в документах виконт Марсана, и Санш Анер, ставший родоначальником виконтов Маремна.
До середины XII века виконты Марсана в источниках упоминаются не очень часто. Около 1125 года виконт Пьер I женился на Беатрис II Бигоррской, единственной дочери и наследнице графа Бигорра Сантюля II. Благодаря этому Марсан был объединён с Бигорром. В 1133 году Пьер основал Мон-де-Марсан, который стал столицей виконтства.
Объединение сохранялось до смерти графини Бигорра и виконтессы Марсана Петронеллы де Комменж в 1251 году. Согласно её завещанию, Бигорр достался старшей дочери, Алисе де Монфор, а Марсан — младшей, Мате де Мата, вышедшей замуж за виконта Беарна Гастона VII. У Гастона и Маты не было сыновей. Согласно завещанию Маты, Марсан достался её старшей дочери Констанции де Монкада. Поскольку Констанция была бездетной, она незадолго до смерти в 1310 году передала Марсан своей сестре, виконтессе Беарна Маргарите, после смерти которой Марсан оказался окончательно объединён с виконтством Беарн и графством Фуа.
Графы Фуа и виконты Беарна продолжали носить титул виконтов Марсана. В 1589 году король Генрих Наваррский стал королём Франции, благодаря чему его владения оказались в 1607 году присоединены к королевскому домену. Окончательно это присоединение было подтверждено 20 октября 1620 года.
В 1646 году король Людовик XIV восстановил титул виконта де Марсан, который был передан Анри де Лоррену, графу д’Аркур. После его смерти титул носил младший сын графа, Шарль, сын которого, Шарль-Луи, был сделан графом де Марсан. После смерти в 1780 году бездетного Луи Камиля де Лоррена титул был упразднён.

## Список виконтов Марсана
Марсанский дом
- ? — после 977: Эзи Санчо (ум. после 977), виконт
- после 977 — после 993: Азнар (Анер) I Эзи (ум. после 993), виконт, сын предыдущего
- после 993 — после 1009: Луп I Анер (ум. после 2 апреля 1009), виконт Марсана, сын предыдущего
- после 1009 — после 1033: Гильом Луп (ум. после 1033), виконт Марсана, сын предыдущего
- после 1033 — после 1055: Раймон (ум. после 2 марта 1055), виконт Марсана, сын предыдущего
- после 1055 — после 1100: Анер II (ум. после 1100), виконт Марсана, сын предыдущего
- после 1100 — после 1103: Луп II Анер (ум. после 1103), виконт Марсана, сын предыдущего
- после 1103 — 1163: Пьер (ум. 1163), виконт Марсана, граф Бигорра с 1129, сын предыдущего
- 1163—1178: Сантюль III (ум. 1178), виконт Марсан и граф Бигорра с 1163, сын предыдущего
- 1178—1194: Беатрис III (Стефания) (ум. после 1194), графиня Бигорра и виконтесса Марсана с 1178, дочь предыдущего
1-й муж: с до 1177 Пьер II (ум. 1177/1180), виконт Дакса
2-й муж: с 1180 Бернар IV де Комменж (ум. 1225), граф Комменжа с ок. 1176, граф Бигорра и виконт Марсана в 1180—1194

Комменжский дом
- 1194—1251: Петронелла (Перенель) де Комменж (ум. 1251), графиня Бигорра и виконтесса де Марсан с 1194, дочь предыдущей и Бернара IV де Комменж
1-й муж: с 1196 Гастон VI (1165—1214), виконт де Беарн, де Габардан и де Брюлуа с 1173, граф Бигорра и виконт де Марсан с 1196
2-й муж: с 1215 Нуньо Санчес Арагонский (ум. 1241), граф Руссильона и Сердани с 1226 (развод)
3-й муж: с 1216 Ги II де Монфор (ок.1195—1220), граф Бигора и виконт де Марсан с 1216
4-й муж: с 1220 Аймар де Ранкон (ум. 1224)
5-й муж: с 1228 Бозон де Мата (ум. 1247), сеньор де Коньяк, граф Бигорра и виконт де Марсан с 1228

Дом Мата
- 1251—1270/1273: Мата де Мата (после 1228 — 6 февраля 1270/апрель 1273), виконтесса Марсана с 1251, дочь Бозона де Мата и Петронеллы де Комменж
муж: с ок. 1240 Гастон VII (1225 — 26 апреля 1290)

Дом Монкада
- 1251—1270/1273: Гастон I (1225—1290), Беарна (Гастон VII), Габардана и Брюлуа, сеньор Монкада и барон Кастельви-де-Росанес с 1229, виконт Марсана в 1251—1270/1273, муж предыдущей
- 1270/1273—1310: Констанция (ок. 1245/1250 — 1310), виконтесса Марсана с 1270/1273, дочь предыдущего
- 1310—1313: Маргарита (ок. 1245/1250 — 1319), ок. 1245/1250[1] — 1319), виконтесса Беарна с 1290, виконтесса Габардана в 1309—1313, виконтесса Марсана в 1310—1313, дама де Монкада и баронесса Кастельви-де-Росанес с 1310, дочь предыдущего
муж: Роже Бернар III де Фуа (ок. 1240—1302)

Дом Фуа-Беарн

Герб объединённого графства Фуа и виконтства Беарн

- 1313—1315: Гастон II (1287—1315), граф Фуа (Гастон I), виконт Беарна (Гастон VIII), Габардана и Кастельбона, князь-соправитель Андорры с 1302, виконт Марсана с 1313, сын предыдущего
- 1315—1343: Гастон III (1308—1343), граф Фуа (Гастон II), виконт Беарна (Гастон IX), Габардана и Марсана, князь-соправитель Андорры с 1315, сын предыдущего
- 1343—1391: Гастон IV Феб (1331—1391), граф Фуа (Гастон III), виконт Беарна (Гастон X), Габардана и Марсана, князь-соправитель Андорры с 1343, сын предыдущего
- 1391—1398: Матье (после 1363—1398), виконт Кастельбона с 1381, граф Фуа, виконт Беарна, Габардана и Марсана, князь-соправитель Андорры с 1343, правнук Гастона I
- 1398—1412: Изабелла (до 1361—1428), графиня Фуа, виконтесса Беарна, Марсана и Габардана в 1398—1412, виконтесса Кастельбона в 1400—1412, сестра предыдущего
муж: Аршамбо де Грайи (ум. 1412)

Дом Фуа-Грайи

Герб объединённых графств Фуа, Бигорр и виконтства Беарн

- 1398—1412: Аршамбо де Грайи (ум. 1412), капталь де Бюш, сеньор де Грайи, граф де Бенож с 1369, граф Фуа, виконт Беарна, Марсана и Габардана, князь-соправитель Андорры с 1398, виконт Кастельбона с 1400, муж предыдущей
- 1412—1436: Жан I (1382—1436), граф де Фуа, виконт Беарна, Марсана, Габардана и Кастельбона, князь-соправитель Андорры с 1412, граф Бигорра с 1425, сын предыдущего
- 1436—1472: Гастон V (1423—1472), граф Фуа (Гастон IV) и Бигорра, виконт Беарна (Гастон XI), Марсана и Габардана с 1436, виконт Кастельбона в 1425—1462, виконт Нарбонны 1447—1468, пэр Франции с 1458, сын предыдущего
- 1472—1483: Франциск (Франсуа) Феб (1467—1483), король Наварры с 1479, граф Фуа и Бигорра, виконт Беарна, Марсана и Габардана, пэр Франции с 1472, внук предыдущего
- 1483—1517: Екатерина (1470—1517), королева Наварры, графиня де Фуа и Бигорра, виконтесса Беарна, Марсана и Габардана с 1483, сестра предыдущего
муж: Жан д’Альбре (ок. 1469—1516), король Наварры

Альбре

Герб королей Наварры из дома Альбре

- 1517—1555: Генрих I (1503—1555), король Наварры (Генрих II) с 1517, граф Перигора и виконт Лиможа с 1516, граф Фуа и Бигорра, виконт Беарна, Марсана и Габардана с 1517, сеньор д’Альбре с 1522, герцог д’Альбре с 1550, граф д’Арманьяк с 1527, сын предыдущей
- 1555—1572: Жанна (1528—1572), королева Наварры (Хуанна III), графиня Фуа и Бигорра, виконтесса Беарна, Марсана и габардана, герцогиня д’Альбре с 1550, дочь предыдущего

Бурбоны
- 1572—1607: Генрих II де Бурбон (1553—1610), король Наварры (Генрих III), граф де Фуа и де Бигорр, виконт де Беарн и де Марсан, герцог д’Альбре с 1572, король Франции (Генрих IV) с 1589, сын предыдущей

С 1607 (1620) года — в составе королевского домена.

### Титулярные виконты и графы Марсана
Гизы, ветвь Аркур
- 1646—1666: Анри де Лоррен (20 марта 1601 — 25 июля 1666), граф д’Аркур, де Шарни, сеньор (затем граф) де Брионн, граф д’Арманьяк, виконт де Марсан, сеньор (затем виконт) де Паньи, маршал Франции
- 1666—1708: Шарль де Лоррен (8 апреля 1648 — 13 ноября 1708), виконт де Марсан, сеньор де Понс и принц де Мортен, сын предыдущего
- 1708—1755: Шарль-Луи де Лоррен (21 октября 1696 — 2 ноября 1755)), виконт (затем граф) де Марсан, принц де Понс и принц де Мортен, сын предыдущего
- 1736—1755: Гастон Жан Батист Шарль де Лоррен (7 февраля 1721 — 2 мая 1743), граф де Марсан, сын предыдущего
  - 1736—1743: Гастон Жан Батист Шарль де Лоррен (7 февраля 1721 — 2 мая 1743), граф де Марсан, сын предыдущего
- 1755—1780: Луи Камиль де Лоррен (18 декабря 1725 — 12 апреля 1780), принц (затем граф) де Марсан, брат предыдущего